# هاتي بيفرلي
هاتي بيفرلي (بالإنجليزية: Hattie Beverly)‏ هي مُدرسة أمريكية، ولدت في 1874، وتوفيت في 1904 بسبب سل.